# Villevaudé
Villevaudé település Franciaországban, Seine-et-Marne megyében. Lakosainak száma 2114 fő (2022. január 1.). Villevaudé Annet-sur-Marne, Brou-sur-Chantereine, Carnetin, Claye-Souilly, Le Pin és Pomponne községekkel határos.

## Népesség
A település népessége az elmúlt években az alábbi módon változott:
| Lakosok száma | 2053 | 2102 | 2133 | 2122 | 2134 | 2137 | 2135 | 2132 | 2114 |
|               | 2013 | 2015 | 2016 | 2017 | 2018 | 2019 | 2020 | 2021 | 2022 |